# از تو متنفرم پس دوستت دارم
از تو متنفرم، پس دوستت دارم (به انگلیسی: I Hate You Then I Love You) عنوان یک دوئت یا آواز دو نفری، اجرا شده توسط سلین دیون و لوچیانو پاواروتی است، که در آلبوم دیون با عنوان بگذارید از عشق سخن بگویم، منتشر شده‌است. این آهنگ، به عنوان یک تک‌آهنگ تبلیغاتی در تاریخ ۷ سپتامبر سال ۱۹۹۸، تنها در ایتالیا منتشر شد.

## اطلاعات
از تو متنفرم، پس دوستت دارم (با اندکی تغییر، هرگز، هرگز، هرگز، اثر: شرلی بازی) اقتباسی از یک آهنگ ایتالیایی به نام گراند گراند گراند است که توسط خواننده‌ای به نام آنا ماریا کواینی معروف به مینا اجرا شده‌است. دیون و پاواروتی این آهنگ را در طی یک کنسرت خیریه که گروه پاواروتی و دوستان در تاریخ ۹ ژوئن ۱۹۹۸ و به نفع کودکان لیبریا برگزار نمودند، اجرا کردند.

## پخش سی دی و دی وی دی
سی دی و دی وی دی مربوط به این رویداد، در روز ۲۰ اکتبر ۱۹۹۸ منتشر شد. ضبط شدهٔ این آهنگ به عنوان جایزه در دی وی دی یکی از ویدیوهای سلین دیون موسوم به Au cœur du stade گنجانده شد.

## موزیک ویدئو
در تهیهٔ موزیک ویدئوی این اثر، بریدهٔ فیلمی از یک کنسرت خیریه مورد استفاده قرار گرفت، و از جلسات و بریده فیلمهایی در آن بهره گرفته شد که به آفریقا مربوط می‌شد، یعنی همانجایی که کمک‌ها در آن مورد نیاز بودند.

## شکل آلبوم و لیست آهنگ‌ها
تک سی دی تبلیغاتی ایتالیایی
۱. «ازت بدم میاد، پس عاشقتم»—۴:۴۲